# Горгија
Горгија (рођен око 483. п. н. е. у Леонтини на Сицилији; умро је 374. п. н. е. у Лариси на северу Грчке), и надалеко познат по томе да је умро у 109. години живота (у неким књигама може да се нађе и у 103. години). Горгија је био један од славнијих софиста, нарочито цењен као учитељ реторике. 427. п. н. е. по налогу родног града дошао је у Атину као амбасадор. Пред Народном скупштином у Атини успело му је да придобије Атињане за подршку свом граду, који се осећао угроженим од стране Сиракузе. Сиракуза је у антици била велики и моћан град на Сицилији. Његов учитељ је био Емпедокле, филозоф познат по беседничком дару. Горгија је у своје време имао утицај нарочито на политичаре Перикла, Алкибијада и Критију, као и на историчара Тукидида.
Најпознатнији Горгијин ученик био је Исократ, који је касније основао своју сопствену школу у Атини.
Никад се није женио нити је имао децу, а одузео је сам себи живот тако што је гладовао. Његова теза гласи Ништа што постоји а ако постоји не бих могао да схватим а ако бих схватио не бих био у стању да саопштим другим људима.

## Живот
Горгија је рођен 483. п. н. е. у Леонтиноју, Халкидској колонији у источној Сицилији која је била савезник са Атином. Име његовог оца је било Хармантидес. Он је имао брата по имену Херодик, који је био лекар, и понекад га је пратио током његових путовања. Имао је и сестру, чије име није познато, али чији је унук посветио златну бисту свом стрицу у Делфију. Није познато да ли се Горгија женио или имао децу. За Горгију се каже да је студирао под сицилијанским филозофом Емпедоклом од Акрагеса (око 490 – око 430. п. н. е.), али није познато кад, где, колико дуго, или у ком својству. Такође је могуће да је и студирао под реторичарима Кораксом из Сиракузе и Тисијасом, али је веома мало познато о њима, и није познато било шта о њиховом односу са Горгијом.
Није познато какву је улогу Горгија играо у политици у свом родном Леонтиноју, али се зна да је 427. п. н. е., кад је он имао око шездесет година, он био послат у Антину у име својих суграђана као амбасадор да затражи атенску заштиту од агресије Сиракужана. Након 427. п. н. е., стиче се утисак да се Горгија населио у континенталној Грчкој, живеће на разним местима у бројним градовима-државама, укључујући Атину и Ларису. Био је познат по томе што је одржавао говоре на Панхеленским фестивалима и описан је као „упадљив” у Олимпији. Нема преживелих записа о било каквој улози коју је можда вршио у организацији самих фестивала.

## Филозофија
Филозофије предсократских грчких софиста су контроверзне међу научницима уопште, због њихових веома суптилних и двосмислених списа, као и због чињенице да су најпознатији као ликови у Платоновим дијалозима. Горгија је, међутим, посебно фрустрирајућi за савремене научнике да покушају да разумеју. Док научници расправљају о прецизним суптилностима учења Протагоре, Хипије и Продика, они се углавном слажу око основних оквира у шта су ови мислиоци веровали. У погледу Горгије, међутим, научници се у великој мери не слажу чак ни око најосновнијег оквира његових идеја, укључујући и питање да ли је тај оквир уопште постојао или не. Највећа препрека научном разумевању Горгијеве филозофије је то што је велика већина његових списа изгубљена, а они који су преживели претрпели су значајне измене од стране каснијих преписивача.
Ове потешкоће су додатно отежане чињеницом да је Горгијева реторика често неухватљива и збуњујућа; он износи многе од својих најважнијих ставова користећи разрађене, али веома двосмислене, метафоре, поређења и игре речи. За многе Горгијеве предлоге се такође сматра да су саркастични, разиграни или сатирични. У својој расправи О реторици, Аристотел описује Горгијев стил говорништва као „прожимајуће ироничан“ и наводи да је Горгија препоручивао да се на озбиљност одговара шалама, а на шале озбиљношћу. Горгија често брише границе између озбиљног филозофског дискурса и сатире, што научницима чини изузетно тешким да разазнају када мисли озбиљно, а када се само шали. Горгија често противречи сопственим изјавама и усваја недоследне перспективе о различитим питањима. Као резултат свих ових фактора, Скот Портер Консињи га назива „можда најнеухватљивијим од политропског каменолома који се лови у Платоновом Софисту.
Горгија је означен као „нихилиста”, јер су неки научници његову тезу о „непостојећем” протумачили као аргумент против постојања било чега што је отворено прихваћено од самог Горгија. Према Алану Прату, нихилизам је „веровање да су све вредности неутемељене и да се ништа не може сазнати или саопштити“. То се повезује са песимизмом и радикалним скептицизмом који осуђује постојање.
Горгија је изнео своје нихилистичке аргументе у О непостојању; међутим, оригинални текст више није сачуван. Његови аргументи су познати само кроз коментаре Секста Емпирика и псеудо-Аристотеловог дела Де Мелисо, Ксенофан, Горгија. Наводно је Горгија развио три узастопна аргумента: прво, да ништа не постоји; друго, да чак и ако постоји постојање, оно је људима несхватљиво; и треће, да чак и ако је постојање разумљиво, оно се свакако не може саопштити или протумачити ближњима.
Имајући то у виду, постоји консензус у учењу с краја 20. века и почетком 21. века да је ознака „нихилиста“ погрешна, делом зато што би његов аргумент био истински намењен да подржи нихилизам, био би самоподривајући. Аргумент је, наравно, сам по себи нешто, и има претензије да саопшти знање, у супротности са његовом експлицитном изјавом да нема ничега и да се не може сазнати или саопштити. Гисела Стрикер тврди: „Тешко ми је да поверујем да је ико икада помислио да је Горгија озбиљно заступао став да ништа није и да је, према томе, био 'нихилиста'”. Слично Кестон наводи: „Горгија би морао да буде не само неутешан, већ и прилично глуп, да би пропустио сукоб између његовог излагања и његовог садржаја." На крају, Варди каже: „Ово нажалост погрешно читање превиђа најочигледнију последицу Горгијеве парадоксологије (παραδοξολογία): његова порука оповргава саму себе, и као последица тога, далеко од тога да конституише теорију логоса, она нас суочава са сликом онога што језик не може бити, са оним чему се не може претпоставити да тежи да буде.” Гигон и Њуигер износе сличне ставове.